# Irina Allegrova
Irina Aleksandrovna Allegrova (in russo Ирина Александровна Аллегрова?; Rostov sul Don, 20 gennaio 1952) è una cantante russa, già sovietica.

## Discografia

### Album in studio
- 1992 – Strannik moj
- 1994 – Suženyj moj...
- 1994 – Ugonščica
- 1996 – Ja tuči razvedu rukami...
- 1997 – Imperatrica
- 1998 – Nezakončenyj roman
- 1999 – Teatr...
- 2001 – Vsё snačala...
- 2002 – Po lezviju ljubvi
- 2004 – Popolam (con Michail Šufutinsij)
- 2005 – S dnём roždenija!
- 2007 – Allegrova 2007
- 2010 – Ėkskljuzivnoje izdanie
- 2016 – Perezagruzka. Pereroždenie

### Album video
- 1996 – Ja tiči razvedu rukami
- 1998 – Nezakončenyj roman Iriny Allegrovoj
- 1998 – Ispoved'
- 2010 – Ispoved' neslomlennoj ženščiny

### EP
- 2018 – S Novym godom

### Raccolte
- 1994 – Suženyj moj...
- 2002 – The Best
- 2002 – Lučǔie pesni
- 2002 – Grand Collection
- 2003 – Ljubovnoe nastroenie
- 2009 – Grand Collection
- 2019 – O mužčinach i dlja mužčin
- 2019 – S prazdnikom, dorogie devčonki!
- 2019 – Neizdannoe
- 2019 – Semja. Ljubov'. Vernost'
- 2019 – Mono...
- 2019 – Lučšie duety
- 2020 – Byvšie...

## Onorificenze
- 2002 – Artista onorato della Federazione Russa[2]
- 2002 – Medaglia 200 anni del Ministero degli affari interni della Russa
- 2004 – Certificato d'onore del Governo di Mosca[3]
- 2010 – Artista del popolo della Federazione Russa[4]
- 2015 – Medaglia d'Oro del Ministero della cultura dell'Armenia[5]